# Мищенка
Мищенка (каз. Мищенка) — упразднённое село в районе имени Габита Мусрепова Северо-Казахстанской области Казахстана. Ликвидировано в 2013 году. Входило в состав Кырымбетского сельского округа. Код КАТО — 596645300.

## Население
В 1999 году численность населения села составляла 85 человек (45 мужчин и 40 женщин). По данным переписи 2009 года, в селе постоянное население отсутствовало.